# Route 516 (Terre-Neuve-et-Labrador)
Pour les articles homonymes, voir Route 516.
 (août 2016).
Si vous disposez d'ouvrages ou d'articles de référence ou si vous connaissez des sites web de qualité traitant du thème abordé ici, merci de compléter l'article en donnant les références utiles à sa vérifiabilité et en les liant à la section « Notes et références ».
La route 516 est une route provinciale tertiaire de la province canadienne de Terre-Neuve-et-Labrador située dans l'est du Labrador. D'orientation ouest-est, elle débute à la jonction du kilomètre 319 de la route 510 et se termine dans la localité de Cartwright, et ce, sur une distance de 94 kilomètres. Elle est une route très faiblement empruntée et son revêtement est constitué de gravier sur l'entièreté de son tracé.

## Communautés traversées
- Cartwright